# Fisayo Akinade
Fisayo Akinade (* 28. Dezember 1987 in Liverpool) ist ein britischer Schauspieler. 

## Leben und Karriere
Akinade ist nigerianischer Abstammung. Akinade ist offen schwul und heiratete im Oktober 2023.
Er wollte ursprünglich Turner werden, aber musste aufgrund einer Rückenverletzung pausieren. Nachdem in der Zwischenzeit seine Turnhalle geschlossen worden war, ging er zu offenen Schauspielkursen im Manchester Contact Theatre, wo er Mitglied der Contact Young Actors Company wurde, und besuchte Workshops am Royal Exchange Theatre. Zunächst wollte er Schauspiellehrer werden. Er ging auf das Xaverian College in Manchester. Erst als er in dieser Zeit eine Aufführung von Ma Rainey’s Black Bottom sah, entschied er sich für eine Schauspielkarriere, und besuchte daraufhin die Central School of Speech and Drama, die er 2011 abschloss.
Im Anschluss begann er seine Karriere zuerst auf der Bühne. Im West Yorkshire Playhouse in Leeds spielte er in Warten auf Godot und 2013 seine erste führende Hauptrolle in Refugee Boy, mit dem er auf Tour ging. Von dort aus erhielt er nach einem Vorsprechen bereits 2015 seine erste Serienhauptrolle in Cucumber und der Begleitserie Banana von Russell T Davies. 2016 spielte er in Die heilige Johanna im Donmar Warehouse, wofür er den dritten Platz beim Ian Charleson Award erhielt. Ab 2017 spielte er in Barbershop Chronicles, einem Stück des nigerianisch-britischen Poeten und Dramatikers Inua Ellams, dessen Besetzung nur aus Schwarzen Männern besteht. Es wurde unter anderem im Royal National Theatre produziert, von dem eine Aufführung auch gefilmt und als Stream gezeigt wurde. 2021 hatte er in Romeo & Julia, der ersten Produktion des National Theatre, die zwar auf der Bühne gespielt, aber exklusiv als Fernsehfilm produziert worden war, die Rolle des Mercutio inne, der darin als schwul in einer Beziehung mit Benvolio dargestellt wird. Von 2022 an spielte er in der Netflix-Serie Heartstopper den schwulen Lehrer Mr. Ajayi, der den Protagonisten Charlie unterstützt. 2024 hatte er eine Rolle in der britischen Premiere von Slave Play, dem Stück des Amerikaners Jeremy O. Harris.

## Theaterauftritte
- 2012: Warten auf Godot (West Yorkshire Playhouse)
- 2013: Refugee Boy (West Yorkshire Playhouse)
- 2013: Wie es euch gefällt (New Wolsey Theatre)
- The Vote (Donmar Warehouse)
- 2015: Barbarians (Young Vic)
- 2016: Der Sturm (Globe Theatre)
- The Crossing Plays (Royal Court Theatre)
- 2016: Die heilige Johanna (Donmar Warehouse)
- Pigs and Dogs (Royal Court Theatre)
- 2017, 2019: Barbershop Chronicles (Royal National Theatre)
- The Way of the World (Donmar Warehouse)
- 2019: Antonius und Cleopatra (Royal National Theatre)
- Shipwreck (Almeida Theatre)
- The Antipodes (Royal National Theatre)
- 2022: The Glow (Royal Court Theatre)
- 2023: Hexenjagd (Royal National Theatre)
- 2024: Slave Play (Noel Coward Theatre)

## Filmografie
- 2015: Cucumber (Fernsehserie, 7 Episoden)
- 2015: Banana (Fernseherie, 6 Episoden)
- 2015: Ordinary Lies (Fernsehserie, 5 Episoden)
- 2015: The Vote (Fernsehfilm)
- 2016: Ein Sommernachtstraum (A Midsummer Night’s Dream)
- 2016: The Girl with All the Gifts
- 2017: Rillington Place – Der Böse (In the Dark, Minserie, 2 Episoden)
- 2018: The Isle
- 2018: A Very English Scandal (Miniserie, 1 Episode)
- 2019: Silent Witness (Fernsehserie, 2 Episoden)
- 2019: David Copperfield – Einmal Reichtum und zurück (The Personal History of David Copperfield)
- 2019: A Ghost Story for Christmas (Anthologieserie, Episode: Martin’s Close)
- 2021: Romeo & Juliet
- 2022: Atlanta (Fernsehserie, 1 Episode)
- 2022: Gefährliche Liebschaften (Dangerous Liaisons, Fernsehserie, 8 Episoden)
- 2022–2024: Heartstopper (Fernsehserie, 14 Episoden)
- 2024: Showtrial (Fernsehserie, 5 Episoden)

## Auszeichnungen
- 2013 Ian Charleson Award: Nominierung
- 2016 Ian Charleson Award: 3. Platz